# 薩拉薩爾德拉斯帕爾馬斯
薩拉薩爾德拉斯帕爾馬斯是哥倫比亞的城鎮，位於該國東北部，由北桑坦德省負責管轄，始建於1561年10月22日，面積34平方公里，海拔高度1,022米，2005年人口9,272。

## 外部連結
- （西班牙文） Government of Norte de Santander - Salazar de las Palmas
- （西班牙文） Salazar de las Palmas official website （页面存档备份，存于）

7°46′37″N 72°48′57″W / 7.77694°N 72.8158°W